# 스타디온 폴류드
스타디온 폴류드(크로아티아어: Stadion Poljud)는 크로아티아 스플리트에 위치한 종합경기장으로 1979년 개장후 쭉 HNK 하이두크 스플리트의 홈 구장으로 사용되고 있으며, 크로아티아 축구 국가대표팀의 홈 구장으로도 사용되고 있다. 연고 팀인 HNK 하이두크 스플리트의 경쟁팀인 GNK 디나모 자그레브의 홈 경기장인 스타디온 막시미르와 함께 큰 경기를 경쟁 하는 것이 유명하다.

## 역사
스타디온 폴류드는 유고슬라비아시절 스플리트에서 개최된 1979년 지중해 경기 대회를 개최를 위해 건설된 경기장이다. 당시 개막식엔 유고슬라비아의 대통령이였던 요시프 브로즈 티토가 개회식 선언을 하기도 했다. 1980년대엔 원래 수용인원인 55,000명에서 62,000명으로 증가 시켰지만 1990년대에 좌석을 설치하면서 35,000명으로 수용인원이 감소했다.
스타디온 폴류드의 원래 이름은 '그라드스키 스타디온 우 폴류두'(크로아티아어: Gradski stadion u Poljudu)로, '폴류드에 있는 시 경기장'이라는 뜻이다. 폴류드는 스플리트반도 북방에 아드리아해 해안에 위치한 지역 이름으로, 이는 곧 '스타디온 폴류드'라는 명칭의 어원이 된다. 폴류드는 스플리트에서 몇 킬로미터 밖에 떨어져있지 않아서 걸어서도 쉽게 갈수 있는 거리이다.